# Yamaha DT 80
Yamaha DT 80 – japoński motocykl typu enduro. Produkowany w wersjach MX, LC, LCII. Fabrycznie posiada blokady ograniczające prędkość maksymalną do 80 km/h. Po odblokowaniu osiąga ok. 90 km/h.

## Dane techniczne
| Model                            | DT 80 MX | DT 80 LC | DT 80 LC II |
| -------------------------------- | --- | --- | --- |
| Oznaczenie                       | 5J0 (F) 5J1 (D) 5J2 (GB) | 37A (D) 37E (F) | 53V (D) 37W (F) |
| Okres produkcji                  | b.d. | 1983 – 1985 | 1985 – 1996 |
| Pojemność                        | 79 cm³ | 79 cm³ | 79 cm³ |
| Typ                              | Jednocylindrowy dwusuwowy, chłodzony powietrzem                                                                              | Jednocylindrowy dwusuwowy, chłodzony cieczą | Jednocylindrowy dwusuwowy, chłodzony cieczą |
| Skok tłoka                       | 42 mm | 42 mm | 42 mm |
| Średnica tłoka                   | 49 mm | 49 mm | 49 mm |
| Moc                              | 5 kW / 7 KM | 7 kW / 9,5 KM przy 5900 RPM | 7,4 kW / 10 KM przy 6000 RPM |
| Stopień sprężania                | 6,4:1 | 7,1:1 | 6.6:1 |
| Gaźnik                           | Teikei Y16P | MIKUNI VM 18 SS | MIKUNI VMM 20 SS / MIKUNI 3WWC 24mm |
| Skrzynia biegów                  | 5 przełożeń 1. bieg: 39/12 (3,25) 2. bieg: 34/17 (2,00) 3. bieg: 30/21 (1,429) 4. bieg: 27,24 (1,125) 5. bieg 25/26: (0,926) | 6 przełożeń 1. bieg: 39/12 (3,25) 2. bieg: 34/16 (2,125) 3. bieg: 31/20 (1,55) 4. bieg: 27/22 (1,227) 5. bieg: 26/25 (1,04) 6. bieg: 24/26 (0,923) | 6 przełożeń 1. bieg: 39/12 (3,25) 2. bieg: 34/16 (2,125) 3. bieg: 31/20 (1,55) 4. bieg: 27/22 (1,227) 5. bieg: 26/25 (1,04) 6. bieg: 24/26 (0,923) |
| Przeniesienie napędu:            | Łańcuch DID DK420, 106 ogniw                                                                                                 | Łańcuch 120 ogniw | Łańcuch 126 ogniw |
| Przełożenie wyprowadzenia napędu | 15/41 | 15/48 (D) 12/50 (F) | 15/51 (D) 12/50 (F) |
| Przednia opona                   | 2.50 – 21 4 PR | 2.50 – 21 4 PR | 2.75 – 21 4 PR |
| Tylna opona                      | 3.00 – 18 4 PR | 3.25 – 18 6 PR | 4.10 – 18 4 PR |
| Ciśnienie w oponach              | przód: 1,5 bar tył: 1,8 bar                                                                                                  | przód: solo 1,25 bar, z pasażerem 1,25 bar tył: solo 1,25 bar, z pasażerem 2,25 bar W terenie bez pasażera: 1,00 bar                               | przód: solo 1,3 – 1,5 bar, z pasażerem 1,5 bar tył: solo 1,5 – 1,8 bar, z pasażerem 1,8 bar W terenie bez pasażera: 1,00 bar                       |
| Przedni hamulec                  | bęben | bęben 130mm | pojedyncza tarcza 190 mm |
| Tylny hamulec                    | bęben | bęben 130 mm | bęben 130 mm |
| Zużycie paliwa                   | 3,5 - 5,5 l / 100 km | 4 – 6,5 l / 100 km (w zależności od stylu jazdy)                                                                                                   | 4 – 8 l / 100 km (w zależności od stylu jazdy i układu wydechowego)                                                                                |
| Długość                          | 2075 mm 2055 mm (F), (GB) | 2130 mm | 2170 mm (D) 2140 mm (F) |
| Szerokość                        | 835 mm | 820 mm | 820 mm |
| Wysokość                         | 1135 mm | 1195 mm | 1170 mm |
| Wysokość siodła                  | 820 mm | 840 mm | 845 mm |
| Wysokość kierownicy              | b.d. | 1345 mm | 1360 mm |
| Rozstaw kół                      | 1280 mm | 1345 mm | 1360 mm |
| Prześwit                         | 260 mm | 265 mm | 260 mm |
| Masa (bez płynów)                | 82 kg 81 kg (F), (GB) | 108 kg | 110 kg |
| Dopuszczalna masa całkowita      | 260 kg | 310 kg | 320 kg |
| Pojemność zbiornika paliwa       | 8,5 l | 9 l | 10 l |